# Stefan Yanev
Stefan Yanev (en bulgare : Стефан Янев), né le 1er mars 1960, est un militaire et homme d’État bulgare.

## Biographie

### Ministre de la Défense
Le 27 janvier 2017, il est nommé vice-Premier ministre et ministre de la Défense dans le gouvernement Guerdjikov, formé pour organiser les élections législatives de la même année.

### Premier ministre
Sans étiquette, il devient Premier ministre le 12 mai 2021, à la suite des élections législatives du mois précédent, n’ayant pu déboucher sur la formation d'une coalition.
Il est reconduit le 16 septembre 2021, après un nouveau scrutin législatif ayant abouti à la même situation.

### Ministre de la Défense
Le 13 décembre 2021, il devient ministre de la Défense dans le gouvernement du Premier ministre pro-occidental Kiril Petkov. À la suite de l'invasion de l'Ukraine par la Russie, qu'il minimise et qualifie d'« opération militaire » plutôt que de « guerre », il doit démissionner le 28 février 2022.